# Distrikt Supe
Der Distrikt Supe liegt in der Provinz Barranca in der Region Lima in West-Peru. Er wurde am 2. Januar 1857 gegründet. Der 260,24 km² große Distrikt hatte beim Zensus 2017 24.318 Einwohner. Im Jahr 1993 lag die Einwohnerzahl bei 17.090, im Jahr 2007 bei 20.512. Verwaltungssitz ist die Stadt Supe. Der Fluss Río Supe durchfließt den Süden des Distrikts und mündet ins Meer. Im Tiefland wird bewässerte Landwirtschaft betrieben. Die Nationalstraße 1N (Panamericana) führt durch den Distrikt. Im Distrikt befindet sich Caral, die älteste bekannte Stadtsiedlung auf dem amerikanischen Kontinent.

## Geographische Lage
Der Distrikt Supe liegt im Süden der Provinz Barranca an der Pazifikküste knapp 160 km nordnordwestlich der Landeshauptstadt Lima. Der Distrikt hat eine Küstenlänge von 10 km. Der Distrikt reicht bis zu 40 km ins Landesinnere. Der Distrikt grenzt im Norden an die Distrikte Supe Puerto, Barranca,
Cochas (Provinz Ocros), im Osten an den Distrikt Ámbar (Provinz Huaura) sowie im Süden an die Distrikte Huaura und Végueta (beide in der Provinz Huaura).